# Scaphyglottis propinqua
Scaphyglottis propinqua är en orkidéart som beskrevs av Charles Schweinfurth. Scaphyglottis propinqua ingår i släktet Scaphyglottis och familjen orkidéer. Inga underarter finns listade i Catalogue of Life.